# The Sims 2: University
The Sims 2: University er en udvidelsespakke til The Sims 2 fra Maxis. I University får man mulighed for at styre unge voksne figurer, gennem det travle universitetsliv.

## Tilføjelser
Hvis en ung voksen skal gå på universitetet, flytter de ud af hjemmet en stund og bor på kollegie eller bolig ved universitetet. Der er tre eksisterende universiteter:
- Store Kannike Universitet
- Festkilde Universitetscenter
- SimCity Universitetet

Hvis spilleren føler sig i det kreative hjørne, kan han/hun selv skabe et nyt. Universitetslivet kræver deltagelse i forelæsninger, aflevering af hjemmeopgaver og terminsopgaver, samt deltagelse i eksamen. I spillet er der 72 timer mellem hver eksamen, og i den tid skal man have opnået de nødvendige point, samt lavet opgaver nok.
Det som gør universitetslivet udfordrende er, at samtidig med at man skal tage sig af sit akademiske liv, har figuren brug for alle de almindelige behov som hygiejne, mad, socialt liv og sjov.
Figuren kan vælge mellem 11 hovedfag:
- Biologi
- Drama
- Filosofi
- Fysik
- Historie
- Kunst
- Litteratur
- Matematik
- Psykologi
- Samfundsfag
- Økonomi

Hver giver de øget adgang til efterfølgende job- og karrieremuligheder.

### Indflydelse
En ny betydningsfuld tilføjelse, er indflydelse. Ved at opnå point inden for denne kategori, kan man manipulere og have indflydelse på folk, og dermed få dem til at gøre, som man vil have. Eksempelvis kan man få folk til at gøre rent for én, hvis man har en kraftig nok indflydelse.

### Zombier
Hvis en simmer bliver genoplivet med et bestemt værktøj, kommer han eller hun måske tilbage som en zombie. Zombier er meget anderledes i forhold til andre simmer.
- De har blålig hud og hår.
- De har andre behov.
- De har en voldsom fiksering på hjerner.
- De ældes ikke.
- De kan ikke gå, hoppe eller løbe. Kun vakle.
- De har et enormt had, til den simmer der genoplivede dem.

| computerspil | Spire Denne computerspilsrelaterede artikel er en spire som bør udbygges. Du er velkommen til at hjælpe Wikipedia ved at udvide den. |

1. ↑  Navnet er anført på bokmål og stammer fra Wikidata hvor navnet endnu ikke findes på dansk.